# باشگاه ورزشی الریان
باشگاه ورزشی الریان (به عربی: نادی الریان الریاضی) یک باشگاه ورزشی در شهر الریان در کشور قطر می‌باشد که تیم فوتبال آن در لیگ ستارگان فوتبال قطر بازی می‌کند. این باشگاه در سال ۱۹۶۷ تأسیس شده‌است.

## افتخارات
- لیگ ستارگان قطر
  - قهرمانی (۸): ۱۹۷۵/۷۶ , ۱۹۷۷/۷۸ , ۱۹۸۱/۸۲ , ۱۹۸۳/۸۴ , ۱۹۸۵/۸۶ , ۱۹۸۹/۹۰, ۱۹۹۴/۹۵ , ۲۰۱۵/۱۶
- جام امیر قطر
  - قهرمانی (۶): ۱۹۹۸/۹۹ , ۲۰۰۳/۰۴ , ۲۰۰۵/۰۶ , ۲۰۱۰ , ۲۰۱۱ , ۲۰۱۳
- جام ولیعهد قطر
  - قهرمانی (۴): ۱۹۹۵ , ۲۰۰۶ , ۲۰۰۱ , ۲۰۱۲
- جام شیخ جاسم قطر
  - قهرمانی (۵): ۱۹۹۲, ۲۰۰۰, ۲۰۱۲, ۲۰۱۳, ۲۰۱۸

## ورزشگاه
ورزشگاه احمد بن علی، معروف به ورزشگاه الریان، یک ورزشگاه چند منظوره در الریان قطر است که به عنوان ورزشگاه خانگی تیم فوتبال الریان شناخته می‌شود.
این ورزشگاه برای برگزاری مسابقات جام جهانی فوتبال ۲۰۲۲ نیز مورد استفاده قرار خواهد گرفت.

## بازیکنان برجسته
- خامس رودریگز
- استیون ان‌زونزی
- عبدالعزیز حاتم
- رودریگو تاباتا
- احمد السید
- یوهان بولی

### بازیکنان ایرانی
- ابراهیم قاسم‌پور
- شجاع خلیل زاده

## بازیکنان فعلی
| شماره |         | پست       | بازیکن                       |
| ----- | ------- | --------- | ---------------------------- |
| ۱     | قطر     | دروازه‌بان | فهد یونس                     |
| ۲     | قطر     | مدافع     | مراد ناجی                    |
| ۳     | قطر     | مدافع     | حازم شحاته                   |
| ۴     | بلژیک   | هافبک     | ژولین ده سار                 |
| ۵     | اسپانیا | مدافع     | دیوید گارسیا                 |
| ۶     | قطر     | هافبک     | عبدالعزیز حاتم               |
| ۷     | قطر     | هافبک     | رودریگو تاباتا               |
| ۸     | مصر     | مهاجم     | ترزگه (قرضی از ترابزون‌اسپور) |
| ۹     | قطر     | مهاجم     | احمد الراوی                  |
| ۱۰    | برزیل   | مهاجم     | راژر گجیس                    |
| ۱۱    | برزیل   | مهاجم     | گابریل پریرا                 |
| ۱۲    | قطر     | مدافع     | احمد المنهالی                |
| ۱۳    | پرتغال  | مدافع     | آندره آمارو                  |
| ۱۴    | قطر     | هافبک     | عادل بدر                     |
| ۱۵    | قطر     | مهاجم     | تمیم منصور العبدالله         |
| ۱۶    | قطر     | هافبک     | عبدالرحمن الحرازی            |
| ۱۷    | قطر     | هافبک     | محمد سراج U21                |
| ۱۸    | اروگوئه | هافبک     | فرانسیسکو خینلا              |
| ۲۰    | قطر     | هافبک     | خالد علی سبعه                |

| شماره |          | پست       | بازیکن                     |
| ----- | -------- | --------- | -------------------------- |
| ۲۱    | قطر      | مدافع     | حسین بهزاد                 |
| ۲۲    | قطر      | دروازه‌بان | سامی حبیب بلدی             |
| ۲۳    | برزیل    | هافبک     | تیاگو منجس                 |
| ۲۴    | قطر      | مدافع     | خالد مفتاح                 |
| ۲۵    | قطر      | هافبک     | Mostafa Essam U21          |
| ۲۶    | قطر      | هافبک     | اسامه الطیری               |
| ۲۷    | قطر      | هافبک     | Ali Qadry (قرضی از الاهلی) |
| ۲۹    | قطر      | مدافع     | حسن الغریب U21             |
| ۳۰    | قطر      | دروازه‌بان | فهد القسیمی                |
| ۳۱    | قطر      | دروازه‌بان | سامی مازن U21              |
| ۳۳    | فلسطین   | مدافع     | عمید محاجنه                |
| ۳۴    | قطر      | هافبک     | عبدالله عناد U21           |
| ۳۷    | قطر      | هافبک     | وسیم مطر U21               |
| ۴۸    | برزیل    | دروازه‌بان | پائولو ویکتور              |
| ۵۵    | فلسطین   | مدافع     | محمد صالح                  |
| ۶۲    | کوراسائو | مدافع     | یاشوا برنت                 |
| ۹۰    | برزیل    | مهاجم     | رومارینیو                  |
| ۹۹    | برزیل    | هافبک     | داوی کروز U21              |